# Pic de Williamson
Sphyrapicus thyroideus
Espèce
Synonymes
- Sphyrapicus williamsonii
- Picus williamsonii
- Melanerpes thyroideus

Statut de conservation UICN

 LC  : Préoccupation mineure
Le Pic de Williamson (Sphyrapicus thyroideus) est une espèce de picidés d'Amérique du Nord.

## Taxinomie

Carte de répartition
Aire de nidification
Présent à l'année
Aire d'hivernage

D'après Alan P. Peterson, il existe deux sous-espèces :
- Sphyrapicus thyroideus nataliae (Malherbe, 1854) ;
- Sphyrapicus thyroideus thyroideus (Cassin, 1852).

Le Pic de Williamson a une histoire particulière, puisque la femelle et le mâle ont dans un premier temps été considérés comme deux espèces différentes.